# Johannsenomyia ceylanica
Johannsenomyia ceylanica är en tvåvingeart som först beskrevs av Jean-Jacques Kieffer 1912.  Johannsenomyia ceylanica ingår i släktet Johannsenomyia och familjen svidknott.
Artens utbredningsområde är Sri Lanka. Inga underarter finns listade i Catalogue of Life.